# アレクト自走砲

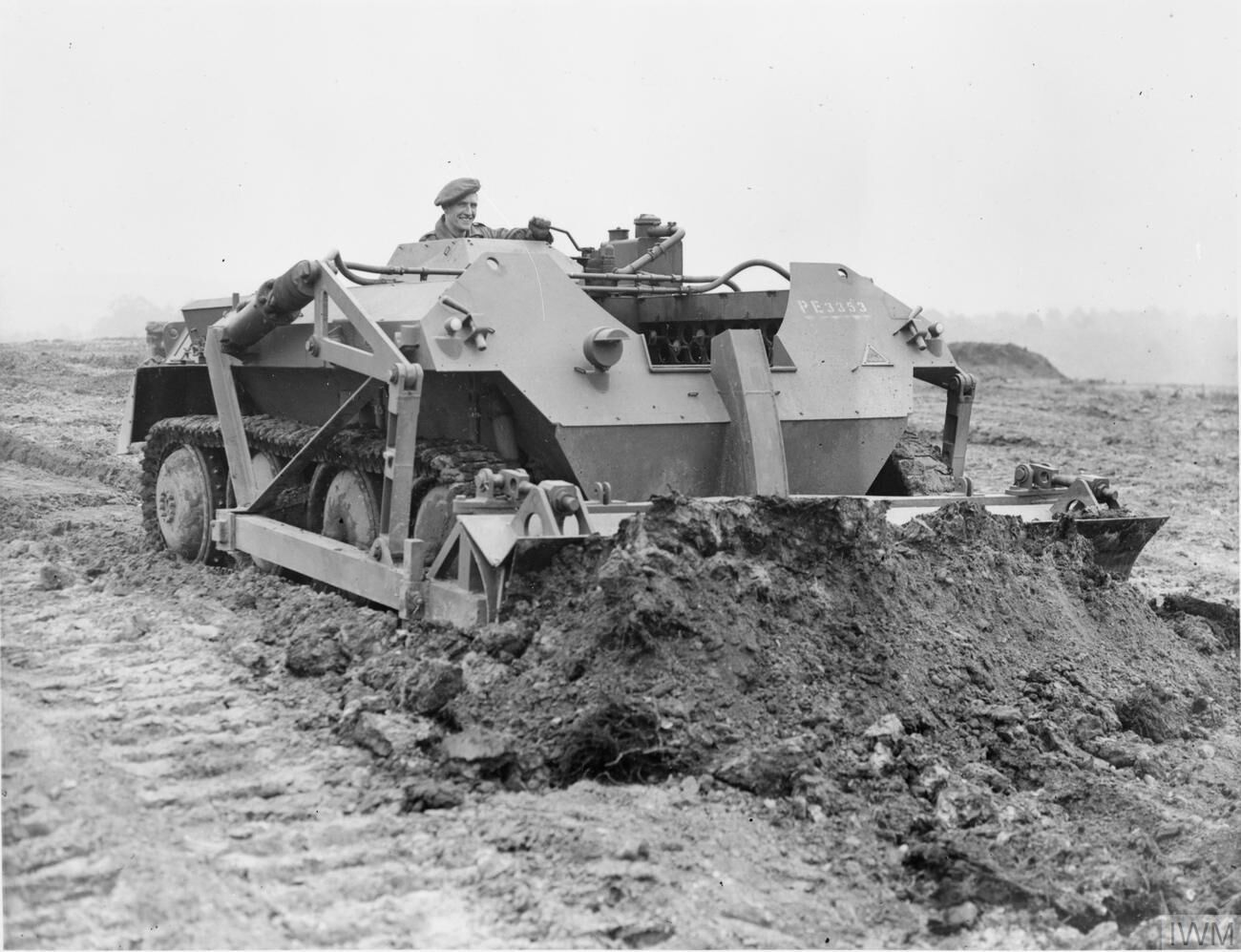
装甲ブルドーザーに改造されたアレクト

アレクト自走砲（アレクトじそうほう）はイギリス軍が第二次世界大戦中に開発した自走砲である。しかし、ヨーロッパの戦争の終結にともない、計画も終了した。

## 開発
3.75インチ（95mm）榴弾砲のための計画は1942年に開始された。2門の砲が生産され、1門がMk.VIII ハリー・ホプキンス軽戦車へ試験搭載するために選ばれた。マークVIII 軽戦車のように、アレクト自走砲はスキッドステアリングを装備していた。これは中央転輪の横方向への動きを介して装軌部分全体を曲げ、操行するものである。
砲は、車体後部に面して開かれた、オープントップの構造部に取りつけられた。
1944年後半になるまで車両の試験は行われなかった。検査では様々な問題が暴露されたが、それらが解決される頃には、ヨーロッパでの戦争が終結していた。極東でも用いられる見込みは立たなかった。にもかかわらず陸軍省は2200輌の生産を命じたが、少数が作られただけで終了し、その大半は工兵用ブルドーザーに改修された。

## 派生型
マーク I
20口径95mm砲を持つ自走砲型。
マーク II
オードナンス QF 6ポンド砲搭載型。
マーク III
オードナンス QF 25ポンド砲搭載型。試作車両が部分的に完成した。
マーク IV
32ポンド砲を搭載した自走砲。
アレクト ドーザー （Alecto Dozer）
戦後、砲を撤去しドーザーブレードを装備した工兵用車輌。アレクトでは主砲の後方、車体中央の高い位置に操縦席がある特異な乗員配置で、これはブルドーザーに改造するのに適していた。

## 登場作品

### ゲーム
『War Thunder』
イベント車輛としてMk.Iがイギリスツリーの駆逐戦車として入手出来た。